# Andrzej Mierzejewski
Andrzej Mierzejewski (Chełmża, Cuiàvia-Pomerània, 7 de desembre de 1960) va ser un ciclista polonès, professional del 1989 al 1997.
En el seu palmarès destaquen dos Campionats nacional en ruta, el 1985 i 1988, i tres victòries finals de la Volta a Polònia, el 1982, 1984 i 1988. El 1988 va prendre part als Jocs Olímpics d'Estiu de Seül. on disputà la cursa en ruta del programa de ciclisme.

## Palmarès
- 1982
  - 1r a la Volta a Polònia i vencedor d'una etapa
- 1984
  - 1r a la Volta a Polònia i vencedor d'una etapa
  - Vencedor de 2 etapes a la Volta a Àustria
- 1985
  -  Campió de Polònia en ruta
  - Vencedor d'una etapa a la Cursa de la Pau
- 1987
  - Vencedor d'una etapa a la Volta a Suècia
  - Vencedor d'una etapa a la Volta a Polònia
  - Vencedor d'una etapa a la Volta a Renània-Palatinat
- 1988
  -  Campió de Polònia en ruta
  - 1r a la Volta a Polònia
  - Vencedor d'una etapa a la Volta a Àustria
- 1990
  - Vencedor d'una etapa a l'International Cycling Classic
- 1993
  - 1r al Campionat dels Estats Units de Critèrium
- 1996
  - 1r a la Małopolski Wyścig Górski